# ويليام د. كونور
ويليام د. كونور (بالإنجليزية: William D. Connor)‏ هو شخصية أعمال وسياسي أمريكي، ولد في 24 مارس 1864 بستراتفورد في كندا، وتوفي في 20 نوفمبر 1944 بفينيكس في الولايات المتحدة. حزبياً، نشط في الحزب الجمهوري. وقد انتخب نائب حاكم ولاية ويسكونسن ‏.